# Kenneth John Conant

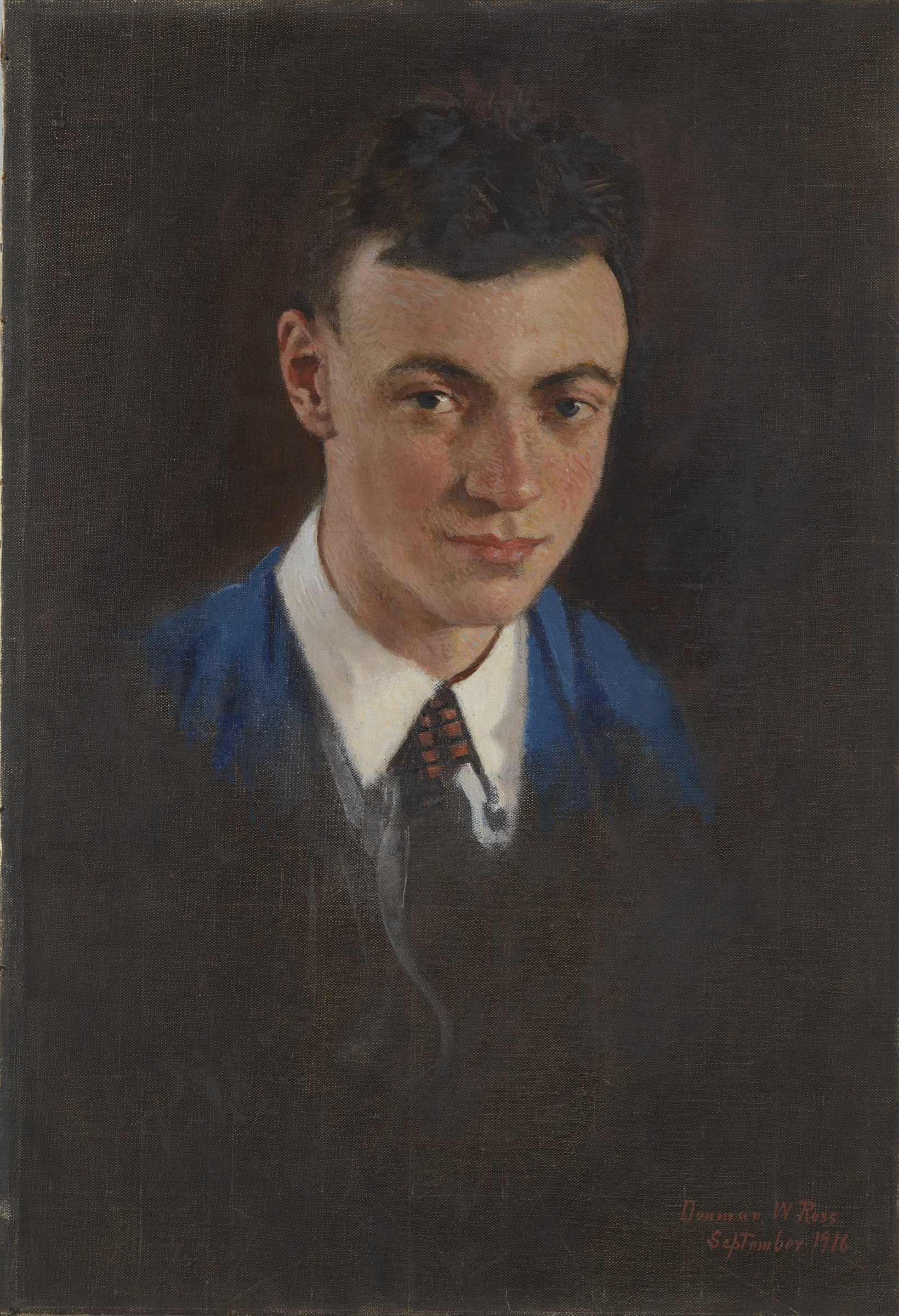
Kenneth John Conant (1916)

Kenneth John Conant (* 28. Juni 1894 in Neenah, Wisconsin; † 3. März 1984 in Bedford (Massachusetts)) war ein amerikanischer Kunsthistoriker. Sein Arbeitsschwerpunkt war die Architektur des Mittelalters.

## Leben
Conant studierte an der Harvard University und in Europa. Er diente in der US-Armee und lehrte in Harvard ab 1920 bis einschließlich 1955. 1932 wurde er in die American Academy of Arts and Sciences gewählt. Seit 1954 war er gewähltes Mitglied der American Philosophical Society. 1978 wurde er korrespondierendes Mitglied der British Academy.
Conants Lebensthema war die während der Französischen Revolution zerstörte Abtei von Cluny in der Nähe von Mâcon. Er sah in Cluny die „größte architektonische Leistung der Weltgeschichte“ und führte dort von 1927 bis 1950 Ausgrabungen durch. Als sein Hauptwerk gilt Carolingian and Romanesque Architecture 800–1200 (1959).
1940 gründete eine Gruppe seiner Schüler die Society of Architectural Historians.

## Veröffentlichungen
- Mediaeval Academy excavations at Cluny, VIII : final stages of the Project. Medieval Academy of America, Cambridge, Mass., 1954
- The original buildings at the Holy Sepulchre in Jerusalem. Medieval Academy of America, Cambridge, Mass., 1956
- Carolingian and Romanesque Architecture 800–1200. Penguin Books, 1959.